# Jasen Fisher
Pour les articles homonymes, voir Fisher.
Jasen Fisher (de son nom de naissance Jasen Lee Fisher) est un ancien acteur américain, né le 8 mai 1980, à Chicago, Illinois. Il est principalement connu pour avoir interprété le rôle de Luke dans le film de 1990, Les Sorcières, ainsi que pour celui d'Ace, l'un des enfants perdus, dans le film de 1991, Hook ou la Revanche du capitaine Crochet.

## Biographie
Il eut une carrière très courte pendant son enfance, ne tournant que dans trois films, mais, chose rarissime, fut nommé à des récompenses cinématographiques pour chacun de ses trois rôles.

## Filmographie
- 1989 : Portrait craché d'une famille modèle
- 1990 : Les Sorcières
- 1991 : Hook ou la Revanche du capitaine Crochet

## Distinctions

### Récompenses
- Young Artist Award
  - Meilleur groupe dans un film 1993 (avec l'ensemble de la distribution de Hook ou la Revanche du capitaine Crochet)

### Nominations
- Saturn Award :
  - Nommé au Saturn Award du meilleur jeune acteur 1991 (Les Sorcières)
- Young Artist Award
  - Nommé à la Meilleure prestation dans un film - Second rôle masculin 1990 (Portrait craché d'une famille modèle)